# Pseudotriphyllus nepalensis
Pseudotriphyllus nepalensis är en skalbaggsart som beskrevs av Nikitsky 2003. Pseudotriphyllus nepalensis ingår i släktet Pseudotriphyllus och familjen vedsvampbaggar. Inga underarter finns listade i Catalogue of Life.